# Пакилев, Георгий Николаевич
Георгий Николаевич Пакилев (10 октября 1922 года, с. Окунеево, ныне в Зырянском районе Томской области, РСФСР – 5 января 2008 года, Москва) — советский военачальник. Генерал-полковник авиации (25.04.1975).

## Биография
Призван в Красную Армию в марте 1941 года. Проходил обучение в 84-й отдельной авиационной эскадрилье Гражданского Воздушного Флота СССР (г. Канск Красноярского края). После начала Великой Отечественной войны направлен в Вознесенское военное авиационное училище лётчиков, которое окончил по отделению истребительной авиации в июле 1944 года. Училище дислоцировалось в Молотовской (ныне Пермской) области. Как отличный выпускник оставлен в этом училище лётчиком-инструктором и служил там до его расформирования в июле 1946 года.
С июля 1946 года служил в 30-й бомбардировочной авиационной дивизии 45-й воздушной армии. С августа 1950 года проходил службу на острове Сахалин в бомбардировочной авиадивизии на лётных должностях. 
В 1957 году закончил Военно-политическую академию имени В. И. Ленина. По окончании ещё год отслужил на Сахалине, а в мае 1958 года был переведён в Белорусский военный округ на должность командира бомбардировочного полка. С октября 1959 года — начальник политотдела 76-й бомбардировочной авиационной дивизии, с апреля 1960 года (после её расформирования) — начальник политотдела 6-й гвардейской военно-транспортной авиационной дивизии.
В августе 1962 года направлен на учёбу, а в 1964 году окончил Военную академию Генерального штаба Вооружённых Сил СССР. С августа 1966 года — командир 14-й военно-транспортной авиационной дивизии (Дальневосточный военный округ). Затем служил заместителем командующего Военно-транспортной авиации (ВТА) по боевой подготовке, первым заместителем командующего ВТА. С 1969 по 1980 годы Г.Н. Пакилев был командующим Военно-транспортной авиацией — членом Военного совета ВВС СССР. За этот период ВТА перешла на самолёты третьего поколения – Ан-22 и Ил-76, превратилась в мощное оперативно-стратегическое объединение. В 1975 году участвовал в установлении 22 мировых рекордов на самолёте Ан-22 «Антей». Был председателем макетной и Государственной комиссии по самолёту Ил-76 и сыграл немалую роль в создании и принятии на вооружение этого самолёта. Затем служил в центральном аппарате ВВС. В феврале 1980 года уволен в запас.
После ухода в запас  длительное время трудился начальником эксплуатационного отдела Авиационного комплекса имени С.В. Ильюшина. Автор книги об истории ВТА «Труженики неба» (М.: Воениздат, 1978.). Кандидат военных наук.
Похоронен на Троекуровском кладбище Москвы.

## Награды
- орден Ленина
- орден Октябрьской Революции
- два ордена Красного Знамени
- три ордена Красной Звезды
- ряд медалей СССР
- Заслуженный военный лётчик СССР (1967)

награды иностранных государств
- Кавалерский крест Ордена Возрождения Польши (Польша, 6.10.1973)
- Орден «9 сентября 1944 года» III степени с мечами (Болгария, 14.09.1974)
- Орден Полярной Звезды (Монголия, 6.07.1971)
- Медаль «Братство по оружию» (Польша, 12.10.1979)
- Медаль «Воин-интернационалист» II степени (Куба)
- Медаль «100 лет Освобождения Болгарии от османского рабства» (Болгария)
- Медаль «30 лет Победы над фашистской Германией» (Болгария, 6.03.1975)
- Медаль «30 лет Халхин-Гольской Победы» (Монголия, 15.08.1969)
- Медаль «50 лет Монгольской Народной Армии» (Монголия, 15.03.1971)
- Медаль «50 лет Монгольской Народной Революции» (Монголия, 16.12.1971)
- Медали «За укрепление дружбы по оружию» ЧССР в золоте (1970) и в серебре (29.08.1974)

## Память
В его честь один из самолётов 708-го гвардейского Керченского военно-транспортного авиационного полка (сегодня это гвардейская Керченская Краснознаменная авиационная база № 6958) был назван – «Георгий Пакилев» (2009).